# ニライ駅
ニライ駅（ニライえき、マレー語:Stesen Komuter Nilai）はマレーシアのヌグリ・スンビラン州ニライにある、マレー鉄道KTMコミュータースレンバン線の駅。

## 歴史
- 1995年12月18日 - 駅開業。KTMコミューター カジャン～スレンバン間延伸運行開始。

## 駅構造

プラットホーム

相対式ホーム2面2線もつ地上駅である。駅舎は北西側にあり、上りホームに面している。下りホームとは構内の跨線橋で結ばれている。 
| 1 | 1 スレンバン線（上り） | KLセントラル・バトゥ・ケーブス方面 |
| 2 | 1 スレンバン線（下り） | スレンバン・タンピン方面           |

## 駅周辺
セパン・インターナショナル・サーキットへの最寄駅である。KLIAエクスプレスが開業するまではクアラルンプール国際空港への最寄り駅でもあった。駅前にニライ・バス・ターミナルがあり、それぞれバスで行くことができる。
- セパン・インターナショナル・サーキット
- クアラルンプール国際空港

## 隣の駅
マレー鉄道
1 スレンバン線
バタン・ブナール駅 (KA09) - ニライ駅 (KB10) - ラブ駅 (KB11)